# Iggelbach
Iggelbach is een plaats in de Duitse gemeente Elmstein, deelstaat Rijnland-Palts, en telt 900 inwoners.